# Энкрузильяда-ду-Сул
Энкрузильяда-ду-Сул (порт. Encruzilhada do Sul) — муниципалитет в Бразилии, входит в штат Риу-Гранди-ду-Сул. Составная часть мезорегиона Юго-восток штата Риу-Гранди-ду-Сул. Входит в экономико-статистический микрорегион Серрас-ди-Судести. Население составляет 25 402 человека на 2006 год. Занимает площадь 3 438,503 км². Плотность населения — 7,4 чел./км².

## История
Город основан 19 июля 1849 года.

## Статистика
- Валовой внутренний продукт на 2003 составляет 156.943.811,00 реалов (данные: Бразильский институт географии и статистики).
- Валовой внутренний продукт на душу населения на 2003 составляет 6.382,42 реалов (данные: Бразильский институт географии и статистики).
- Индекс развития человеческого потенциала на 2000 составляет 0,760 (данные: Программа развития ООН).

## География
Климат местности: субтропический. В соответствии с классификацией Кёппена, климат относится к категории Cfb.